# クリセンシオ・サマーフィル
クリセンシオ・サマーフィル（Crysencio Summerville, 2001年10月30日 - ）は、オランダ・ロッテルダム出身のプロサッカー選手。ウェストハム・ユナイテッドFC所属。ポジションはフォワード。

## 経歴

### クラブ
スリナム人の両親のもとロッテルダムに生まれ、ノールデルクワルティーアを経て、2008年にフェイエノールトの下部組織に入団。2018年3月には、クラブと初のプロ契約を交わした。
11月、チームメイトのマッツ・クヌーステルとロッカールームでトラブルを起こし、クラブから出場停止処分、罰金、社会奉仕活動などが科され、後に自身のInstagramで謝罪した。12月12日、シーズン終了までの契約でドルトレヒトにローン移籍。2019年1月13日、エールステ・ディヴィジ第20節のデン・ボス戦に途中出場し、プロデビュー。1月28日、第22節のヨングPSV戦で初めて先発出場すると、この試合でプロ初ゴールを挙げた。
2019年8月30日、デン・ハーグにローン移籍。10月26日、リーグ第11節のフィテッセ戦で移籍後初、そしてエールディヴィジ初ゴールを挙げ、このゴールはクラブ史上最年少でのゴールとなった。
2020年夏にフェイエノールトにローンバックしたが、プレシーズンにクラブからの契約延長のオファーを拒否したと報じられた。9月16日、イングランドのリーズ・ユナイテッドに3年契約で移籍。2021年9月17日、リーグ第5節のニューカッスル・ユナイテッド戦でプレミアリーグ初出場。
2022年8月2日、クラブとの契約を2026年まで延長することで合意。10月23日、リーグ第13節のフラム戦でプレミアリーグ初ゴールを挙げると、この試合からリーグ戦4試合連続でゴールを記録した。
チャンピオンシップに降格して迎えた2023-24シーズン、開幕節のカーディフ・シティ戦で1ゴール1アシストと幸先のよいスタートを切ると、怪我でメンバーから外れた2試合の他は1試合を欠場したのみで、リーグ戦43試合で19ゴール（得点ランク3位タイ）9アシストの活躍を見せ、チャンピオンシップのシーズンベストイレヴン、そして最優秀選手に選出された。
2024年8月3日、5年契約（1年の延長オプション付き）でウェストハム・ユナイテッドに移籍移籍金は2,500万ポンドを超える額と報じられている。

### 代表
2016年からオランダの世代別代表に選出され、2018年にはUEFA U-17欧州選手権を制したメンバーの一員となった。
2023年には、UEFA U-21欧州選手権でグループステージの全3試合に出場した。

## 個人成績
| 国内大会個人成績 | 国内大会個人成績     | 国内大会個人成績 | 国内大会個人成績       | 国内大会個人成績 | 国内大会個人成績 | 国内大会個人成績 | 国内大会個人成績 | 国内大会個人成績 | 国内大会個人成績 | 国内大会個人成績 | 国内大会個人成績 |
| 年度             | クラブ               | 背番号           | リーグ                 | リーグ戦         | リーグ戦         | リーグ杯         | リーグ杯         | オープン杯       | オープン杯       | 期間通算         | 期間通算         |
| 年度             | クラブ               | 背番号           | リーグ                 | 出場             | 得点             | 出場             | 得点             | 出場             | 得点             | 出場             | 得点             |
| オランダ         | オランダ             | オランダ         | オランダ               | リーグ戦         | リーグ戦         | リーグ杯         | リーグ杯         | KNVBカップ       | KNVBカップ       | 期間通算         | 期間通算         |
| ---------------- | -------------------- | ---------------- | ---------------------- | ---------------- | ---------------- | ---------------- | ---------------- | ---------------- | ---------------- | ---------------- | ---------------- |
| 2018-19          | ドルトレヒト         | 7                | エールステ・ディヴィジ | 18               | 5                | -                | -                | 0                | 0                | 18               | 5                |
| 2019-20          | デン・ハーグ         | 14               | エールディヴィジ       | 21               | 2                | -                | -                | 1                | 0                | 22               | 2                |
| イングランド     | イングランド         | イングランド     | イングランド           | リーグ戦         | リーグ戦         | FLカップ         | FLカップ         | FAカップ         | FAカップ         | 期間通算         | 期間通算         |
| 2020-21          | リーズ・ユナイテッド | 38               | プレミアリーグ         | 0                | 0                | 0                | 0                | 0                | 0                | 0                | 0                |
| 2021-22          | リーズ・ユナイテッド | 38               | プレミアリーグ         | 6                | 0                | 2                | 0                | 1                | 0                | 9                | 0                |
| 2022-23          | リーズ・ユナイテッド | 10               | プレミアリーグ         | 28               | 4                | 1                | 0                | 2                | 0                | 31               | 4                |
| 2023-24          | リーズ・ユナイテッド | 10               | チャンピオンシップ     | 43               | 19               | 1                | 0                | 2                | 1                | 46               | 20               |
| 2024-25          | ウェストハム         | 7                | プレミアリーグ         | 19               | 1                | 2                | 0                | 1                | 0                | 22               | 1                |
| 通算             | オランダ             | オランダ         | エールステ・ディヴィジ | 18               | 5                | -                | -                | 0                | 0                | 18               | 5                |
| 通算             | オランダ             | オランダ         | エールディヴィジ       | 21               | 2                | -                | -                | 1                | 0                | 22               | 2                |
| 通算             | イングランド         | イングランド     | プレミアリーグ         | 53               | 5                | 5                | 0                | 4                | 0                | 62               | 5                |
| 通算             | イングランド         | イングランド     | チャンピオンシップ     | 43               | 19               | 1                | 0                | 2                | 1                | 46               | 20               |
| 総通算           | 総通算               | 総通算           | 総通算                 | 135              | 31               | 6                | 0                | 7                | 1                | 148              | 32               |

## タイトル

### 代表
U-17オランダ代表
- UEFA U-17欧州選手権（2018）[21]

### 個人
- EFLチャンピオンシップ月間最優秀選手（英語版）（2023年10月）[23]
- EFLチャンピオンシップ シーズンベストイレヴン（2023-24）[17]
- EFLチャンピオンシップ シーズン最優秀選手（2023-24）[18]
- PFAチャンピオンシップ  シーズンベストイレヴン（2023-24）[24]
- PFAチャンピオンシップ シーズン最優秀選手（2023-24）[25]